# Command & Conquer Remastered Collection
Command & Conquer: Remastered Collection – strategiczna gra czasu rzeczywistego wyprodukowana przez Petroglyph Games i Lemon Sky Studios oraz wydana przez Electronic Arts 5 czerwca 2020. Jest to odświeżona wersja dwóch pierwszych gier serii Command & Conquer: Tiberian Dawn (1995) i Red Alert (1996) oraz ich dodatków, wydana z okazji 25-lecia wydania pierwszej gry. Wszystkie zostały pierwotnie opracowane przez Westwood Studios. Nowością w grze jest grafika w rozdzielczości 4K, odnowiona muzyka, przeskalowane przerywniki filmowe, ulepszony interfejs, nowoczesne funkcje gry wieloosobowej.  Wydanie tytułu ogłoszono w listopadzie 2018. Kod źródłowy, zarówno Command & Conquer, jak i Red Alerta (z wyjątkiem grafiki i dźwięku), został udostępniony 2 czerwca 2020.

## Fabuła
Command & Conquer: Remastered Collection zawiera tę samą fabułę, co oryginalne gry ze zmianami wizualnymi i przeskalowanymi scenkami pomiędzy misjami.

## Rozgrywka
Produkcja jest kolekcją odświeżonych wersji dwóch pierwszych gier serii Command & Conquer: Tiberian Dawn i Red Alert. Zawiera trzy rozszerzenia: The Covert Operations, Counterstrike i The Aftermath. Gra zawiera około 100 misji kampanii z podstawowych gier i rozszerzeń oraz dodatkowe misje opracowane pierwotnie na konsole. Interfejs paska bocznego został zmieniony, aby był łatwiejszy w użyciu.

## Produkcja
Podczas konferencji EA Play 2018 producent zaprezentował grę Command & Conquer: Rivals i otrzymał opinie, że gracze chcieliby zobaczyć nową odsłonę serii Command & Conquer na komputery osobiste. EA nawiązało kontakt ze studiem Petroglyph Games, założonym przez uprzednich programistów przedsiębiorstwa Westwood Studios (producentów pierwszej gry w serii Command & Conquer). Petroglyph chętnie zgodziło się na współpracę. Przez cały okres produkcji studio utrzymywało kontakt ze społecznością serii Command & Conquer. Na początku zespół nie był pewien, czy chce stworzyć remake czy tylko odświeżoną wersję oryginalnej gry, ale po sukcesach gier takich jak Age of Empires: Definitive Edition twórcy zdecydowali się na tę drugą koncepcję. Petroglyph podjęło decyzję zaktualizowania oryginalnego silnika gry z 1995, aby otrzymać produkcję, która najwierniej odda klimat oryginalnej gry, dodając jedynie małe zmiany i poprawki w kodzie. Jedną z takich zmian był port sztucznej inteligencji gry Red Alert do oryginalnego tytułu ze względu na małe różnice w kodzie obydwu tytułów. Grafika i animacje zostały stworzone na nowo przez Lemon Sky Studios z Malezji. Podczas tworzenia gry  Petroglyph Studios często pytało społeczność serii o opinię na temat kierunku, w którym powinna iść produkcja zatrudniając przy tym najbardziej znane osoby ze społeczności (włączając w to modderów, zawodowych graczy, prezenterów itp.) i komunikując się z nimi na prywatnym serwerze Discorda. Grafika, która stała się okładką pudełka gry, również została stworzona przez członka społeczności, od którego Petroglyph uzyskało pozwolenie do komercyjnego użytku. Kod gry wieloosobowej został napisany od nowa, aby wspierać funkcje takie jak rankingi lub szybkie rozgrywki. W grze pojawiły się również osiągnięcia i edytor poziomów. Gra została wydana na platformach Steam i Origin 5 czerwca 2020.

### Muzyka
Command & Conquer: Remastered Collection zawiera oryginalną muzykę oraz nowe wersje utworów autorstwa Franka Klepackiego. Ponadto Klepacki wraz z zespołem fanów „The Tiberian Sons” zremiksował i wykonał 22 kolejne utwory specjalnie na potrzeby gry w oparciu o ich występ na MAGFest w 2019. Do tych ostatnich należą utwory z dwóch pierwszych gier, a także kilka utworów z późniejszych części (Renegade, Tiberian Sun, Red Alert 2, rozszerzenie Yuri's Revenge i Red Alert 3).

## Odbiór gry
Gra spotkała się z pozytywnym odbiorem recenzentów, uzyskując według agregatora Metacritic średnią z 53 ocen wynoszącą 83/100 punktów. Redaktor magazynu „CD-Action” zauważył, że grę można „śmiało polecić również nowym graczom” i pochwalił w szczególności oprawę muzyczną. Recenzent zwrócił jednak uwagę na niespójną jakość poprawek w przerywnikach filmowych, pisząc: „niektóre sekwencje wideo wyglądają aż zaskakująco dobrze”, a „inne (przede wszystkim w Red Alercie) straszą ogromnym rozmyciem lub pikselozą”.